# ワフジール峠
ワフジール峠（ワフジールとうげ、Wakhjir Pass, Vakhjir Pass）は、ヒンドゥークシュ山脈およびパミール高原を越える峠であり、アフガニスタンと中国を結ぶ唯一の経路であるワハーン回廊上にある。
アフガニスタンのワハーンと中国・新疆ウイグル自治区のタシュクルガン・タジク自治県を結び、標高は4923メートルである。現在、峠を越える道に正式な国境検問所は存在しない。アフガニスタンの時刻帯はUTC+4:30、中国の時刻帯はUTC+08:00であり、アフガニスタン＝中国国境における時差は3.5時間となる。これは世界で最も時差の大きい国境である。北に別の峠があるため、中国側では南ワフジール峠（中国語: 南瓦根基达坂）と呼んでいる。

## 概要
現在、峠を越える道は存在しない。中国側は、峠付近の地域は軍人だけが立ち入ることができる。
国境には92キロメートルの有刺鉄線の柵が建てられており、峠の東から20キロメートルのKeketulukeには中国の国境警備の前哨基地がある。2009年夏、中国国防部は、国境から10キロメートル以内に国境警備隊が使用するための新しい道路の建設を開始した。その道は、タグドゥンバシ・パミールを経由して80キロメートル離れたカラコルム・ハイウェイに繋がる。ワフジール峠の東の中国側にある谷は、カラチグ谷と呼ばれている。訪問者に対しては完全に閉鎖されているが、その地域の住民と牧畜民には通行が許可されている。中国はそれを中国におけるワハーン回廊の一部と呼んでいる。
アフガニスタン側の道路は、峠から約100キロメートルのサルハッドまで悪路である。峠のアフガニスタン側のすぐ下には、標高4,554メートルの氷の洞窟がある。これはワフジル川の源流であり、その川は最終的にはアムダリヤ川に流れる。従って、この洞窟はアムダリヤ川の源流とされている。パキスタンへのDilisang峠は、約20キロメートル離れた同じ谷にある。

## 歴史
ワフジール峠はシルクロードの一部である。649年ごろ、玄奘三蔵がインドから中国に戻るときに、このルートを通ったと伝えられている。
峠は一年のうち少なくとも5ヶ月間は通行不能であり、残りの期間でも通行できなくなることが時々あった。峠周辺の地形は非常に険しいが、オーレル・スタインは峠へのアプローチが「非常に簡単」(remarkably easy)であると報告した。外国人によるこの峠を通り抜けた記録はほとんどない。歴史的にこの峠は、バジョールの商人がバダフシャーンとヤルカンドの間の通商ルートとして使用していた。マルコ・ポーロはこの峠を通ったと思われるが、彼は峠の名前について言及しなかった。イエズス会の修道士ベント・デ・ゴイスは、1602年から1606年にかけてワハーンを越えて中国に入った。この次に古い記録は、19世紀後半のグレート・ゲームの時代のものである。1868年、インドの大三角測量に従事していた、ミルザ(Mirza)と呼ばれる先住民測量者（パンディット）が峠を通過した。1874年には英陸軍のトーマス・エドワード・ゴードン大尉、1891年にはフランシス・ヤングハズバンド、1894年にはカーゾン卿が峠を通過した。1906年5月、オーレル・スタイン卿が峠を通過し、片道でポニー100頭分の物資しか使用していなかったと報告した。それ以降、峠を通過した西洋人は、1947年のビル・ティルマンのみである。
中国とアフガニスタンとの境界線は、グレート・ゲームの一環として1895年にイギリスとロシアの間の合意により確立されたが、中国とアフガニスタンとの間での合意はなされていなかった。中国とアフガニスタンは1963年に国境を画定した。
最近では、ワフジール峠が、低強度薬物の密輸ルートとして使用され、アフガニスタンで製造されたアヘンを中国に輸送するために使用されていると考えられている。アフガニスタンは経済的理由やタリバンとの戦闘のための代替補給ルートとして、ワハーン回廊の国境を開放することを中国政府に打診している。しかし、中国は、回廊に接する新疆ウイグル自治州の情勢不安を主な理由として、それに抵抗している。2009年12月、アメリカ合衆国が中国に回廊を開放するように要請したと報告された。